# Quentin Pacher
Quentin Pacher (født 6. januar 1992 i Libourne) er en cykelrytter fra Frankrig, der er på kontrakt hos Groupama-FDJ.